# Референдум о независимости Новой Каледонии (2018)
Референдум о независимости Новой Каледонии — референдум, который, согласно договорённостям между правительством Франции и автономным правительством Новой Каледонии, состоялся 4 ноября 2018 года. 
Избиратели решали, останется ли Новая Каледония в составе Франции или станет независимым государством. Явка составила 80 % от почти 175 тыс. зарегистрированных избирателей, которые могли голосовать на референдуме. Около 17 % от общего числа избирателей острова не имели права голосовать в соответствии с Соглашением в Нумеа 1998 года. В основном это были рождённые в метрополии и прибывшие в Новую Каледонию после 1994 года.
Правительство Франции заявило, что оно признает любое решение референдума. 
Большинство избирателей отклонило предложение о независимости Новой Каледонии.
Несмотря на отрицательное решение референдума, избиратели, согласно Нумейскому соглашению 1998 года имели позже возможность вновь проголосовать за независимость на референдумах 2020, а затем 2021 года при условии, если по крайней мере треть местного законодательного собрания, Конгресса Новой Каледонии, вынесет такое решение.

## Предыстория
Согласно Нумейскому соглашению референдум о независимости Новой Каледонии должен  был пройти в конце 2018 года.

## Опросы
| Источник | Дата опроса              | число опрошенных | За                                                                  | Против              | Не решили | Разрыв |       |    |    |   |    |
| -------- | ------------------------ | ---------------- | ------------------------------------------------------------------- | ------------------- | --------- | ------ | ----- | -- | -- | - | -- |
| Источник | Дата опроса              | число опрошенных | Harris Interactive Архивная копия от 11 мая 2020 на Wayback Machine | 12—22 сентября 2018 | Не решили | Разрыв | 1,038 | 34 | 66 | – | 32 |
| Quidnovi | 1—15 августа 2018        | 731              | 20                                                                  | 69                  | 11        | 49     |       |    |    |   |    |
| I-Scope  | 30 июля — 8 августа 2018 | 628              | 28                                                                  | 63                  | 9         | 35     |       |    |    |   |    |
| Quidnovi | 4—15 июня 2018           | 739              | 15                                                                  | 65                  | 21        | 50     |       |    |    |   |    |
| Quidnovi | 16—26 апреля 2018        | 903              | 15                                                                  | 58                  | 15        | 43     |       |    |    |   |    |
| I-Scope  | 16—25 апреля 2018        | 682              | 22,5                                                                | 59,7                | 17.8      | 37,2   |       |    |    |   |    |
| I-Scope  | 23 марта — 4 апреля 2017 | 514              | 24,4                                                                | 54,2                | 21,4      | 29,8   |       |    |    |   |    |